# Kara śmierci w Nowej Zelandii
Obecnie Nowa Zelandia nie stosuje kary śmierci. Ostatni wyrok wykonano w roku 1957, zaś oficjalnie zniesiono ją w 1989. W czasie, gdy kara ta obowiązywała, 85 osób zostało straconych.

## Metoda
Wyroki śmierci wykonywano przez powieszenie. W pierwszym okresie wyroki można było wykonać w każdym miejscu, lecz potem egzekucje mogły mieć miejsce tylko w dwóch miastach kraju: stolicy Wellington i Auckland (największy ośrodek miejski).
Nowa Zelandia nie miała oficjalnego i stale zatrudnionego kata. Osobę dobierano każdorazowo do egzekucji.

## Historia
Pierwszą osobą straconą był nieznany nam z imienia Maorys.
84 na 85 egzekucji wykonano na mężczyznach. Jedynym wyjątkiem było stracenie w roku 1895 Minnie Dean za zamordowanie kilkorga nieślubnych dzieci, które odpłatnie wychowywała (12 sierpnia).
Także 84 na 85 egzekucji wykonano za morderstwo. Jedynie Hamiora Pere został stracony za zdradę (16 listopada 1869).
Ostatnią osobą straconą był Walter James Bolton, uznany winnym otrucia swej żony i powieszony 17 lutego 1957.

## Abolicja
Kiedy Partia Pracy po raz pierwszy objęła rządy w roku 1935, zamieniła wszystkie wyroki śmierci na dożywocie. W roku 1941 zniesiono ją za morderstwo (za które od tej pory karano ciężkimi robotami), lecz utrzymano za zdradę i piractwo.
Ale konserwatyści, którzy sformowali rząd po przegranej laburzystów, przywrócili NWK za morderstwo. W okresie ich rządów 22 osoby zostały skazane na śmierć.
W roku 1957 propozycja zniesienia NWK została odrzucona w referendum. W roku zaś 1961 konserwatyści wycofali swoje poparcie dla tej kary. Ostatecznie zniesiono ją w roku 1989, ale od dłuższego nie zasądzano jej i nie wykonywano.
Czasami powraca propozycja jej przywrócenia.